# Kodeks 088
Kodeks 088 (Gregory-Aland no. 088), α 1021 (von Soden) – grecki kodeks uncjalny Nowego Testamentu na pergaminie, paleograficznie datowany na V lub VI wiek. Rękopis przechowywany jest w Rosyjskiej Bibliotece Narodowej (Gr. 6, fol. 5-6) w Petersburgu. Jest palimpsestem.

## Opis
Do dziś zachowały się jedynie 2 karty kodeksu (23,5 na 20 cm) z tekstem 1 Koryntian (15,53-16,9) oraz Tytusa (1,1-13). Tekst pisany jest dwoma kolumnami na stronę, 24 linijek w kolumnie. Litery są bardzo wielkie.
Grecki tekst kodeksu jest zgodny z aleksandryjską tradycją tekstualną. Kurt Aland zaklasyfikował go do kategorii II.
W 1 Koryntian 15,52 przekazuje wariant εγερθησονται (jak {\displaystyle {\mathfrak {P}}^{46}}, Sinaiticus, Vaticanus, C Ψ, 075 0121a 0243 Byz); inne rękopisy mają αναστησονται (as A, D, F, G, P).
W 1 Koryntian 15,53 przekazuje unikatowy wariant την αθανασιαν zamiast αθανασιαν.
W 1 Koryntian 15,54 brak frazy το φθαρτον τουτο ενδυσηται αφθαρσιαν και, w czym wspierany jest przez rękopisy 0121a, 0243, 1175, 1739.
W 1 Koryntian 16,2 przekazuje wariant σαββατου (A, B, C, D, F, G, P, Ψ, 33); większość rękopisów wspiera wariant σαββατων (075, 0121a, 0243, oraz rękopisy bizantyńskiej tradycji tekstualnej).

## Historia
INTF datuje rękopis na V albo VI wiek. Rękopis przywiózł Konstantin von Tischendorf.
Rękopis prawdopodobnie powstał w Egipcie. Jest palimpsestem, w X wieku jego tekst został nadpisany tekstem gruzińskim.
Tischendorf sporządził pierwszy opis rękopisu, wydał też jego tekst w 1860 roku. Gregory w 1908 roku dał mu siglum 088. Kodeks badał Kurt Treu.